# 灰塚山古墳
灰塚山古墳（日语：／ Haidukayamakofun）是位於日本福島縣喜多方市慶德町新宮的一座前方後圓墳，為宇內青津古墳群的一部分。

## 概要
古墳建於福島縣西部，會津盆地的西邊丘陵末端，是分佈於盆地內的宇內青津古墳群中最北的古墳。東北學院大學曾多次在此進行考古調查。
古墳是前方後圓墳，前方部分朝東北方，墳丘長61.2米，在宇內青津古墳群中僅次於位於同縣會津坂下町的龜森古墳（墳丘長127.3米），排第二位。古墳內有石棺1副和木棺兩副，亦出土了銅鏡和大量鐵製品。石棺的板石以？粘土黏上，並不常見，其上方則有鐵製的大刀、劍和鏃，用作守護入葬者，鐵製品在當時並不容易得到，因此入葬者與大和王權應有很深厚的關係，而由於在古墳1公里外是治理會津的豪族的居館遺址，日本國史跡古屋敷遺跡，因此該豪族可能下葬於此古墳。
雖然，古墳實際的建造時期並不清楚，但是推測建於古墳時代中期（約5世紀）。與此同時，古墳大量出土了鐵製品，這是東北地方的古墳時代中期古墳的首例。
由於，古墳的東面為日本國史跡新宮城，因此古墳在中世紀時有可能是新宮氏的墓所。江戶時代時，古墳的後圓部墳頂建有由礫石製成的經塚。

### 來歷
- 1986年，測量調查（福島縣立博物館）。
- 2011年，第1次考古調查（東北學院大學文學部）[4]。
- 2012年，第2次考古調查（東北學院大學文學部）[5]。
- 2013年，第3次考古調查（東北學院大學文學部）[6]。
- 2014年，第4次考古調查（東北學院大學文學部）[7]。
- 2015年，第5次考古調查（東北學院大學文學部）[1]。
- 2016年，第6次考古調查（東北學院大學文學部）[2]。

## 規模
古墳規模如下。
- 墳丘長：61.2米
- 後圓部直徑：33.2米
- 前方部長：27.6米